# Arteră interosoasă posterioară
Artera interosoasă posterioară (artera interosoasă dorsală) este o arteră a antebrațului. Este o ramură a arterei interosoase comune, care este o ramură a arterei ulnare.

## Anatomie
Artera interosoasă posterioară trece înapoi între cordonul oblic și marginea superioară a membranei interosoase. Apare dintre marginile adiacente ale mușchiului supinator și ale mușchiului abductor lung al policelui și are traseul pe partea din spate a antebrațului între straturile superficiale și profunde ale mușchilor, către ambele distribuind ramuri.
Acolo unde se află pe mușchiul abductor lung sl  și pe mușchiul extensor scurt al policelui, este însoțit de nervul interos dorsal. În partea inferioară a antebrațului se anastomozează odată cu terminarea arterei interosoase volare și cu rețeaua carpiană dorsală.

### Ramuri
Aproape de origine, se detașează artera recurentă interosoasă.  Aceasta urcă pe intervalul dintre epicondilul lateral și olecranului, pe sau printre fibrele mușchiului supinator, dar sub mușchiul anconeu și anastomoze cu ramura colaterală mijlocie a arterei profunde a brațului, arterei ulnare recurente posterioare și arterei ulnare inferioare colaterala .

## Imagini suplimentare

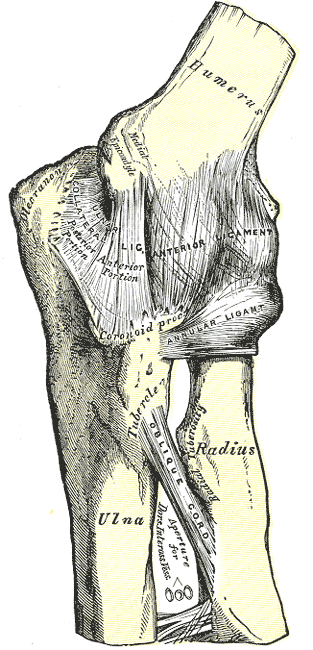
Articulația cotului stâng, care prezintă ligamentele colaterale anterioare și ulnare.
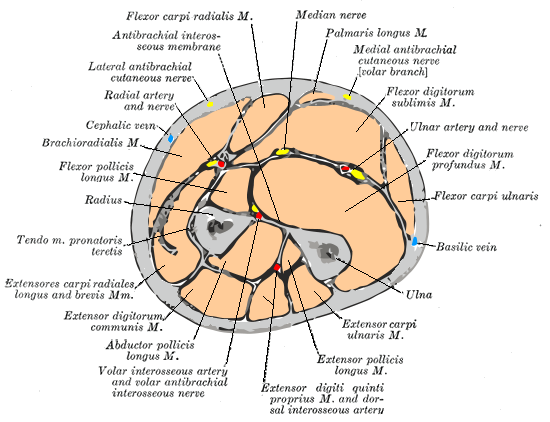
Secțiune transversală prin mijlocul antebrațului.
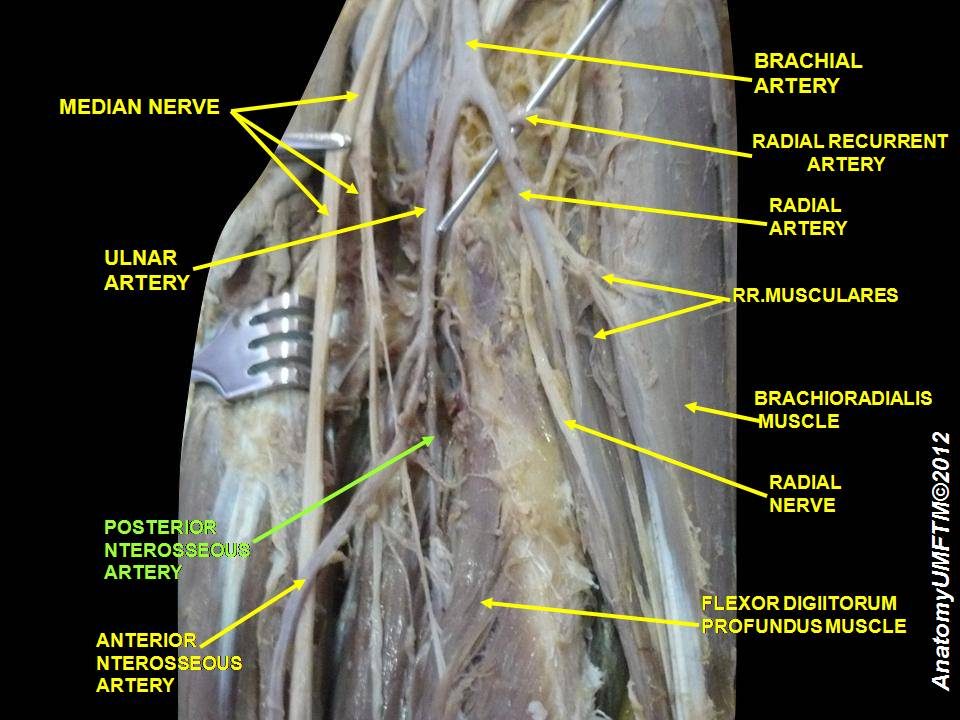
Artera interosoasă posterioară
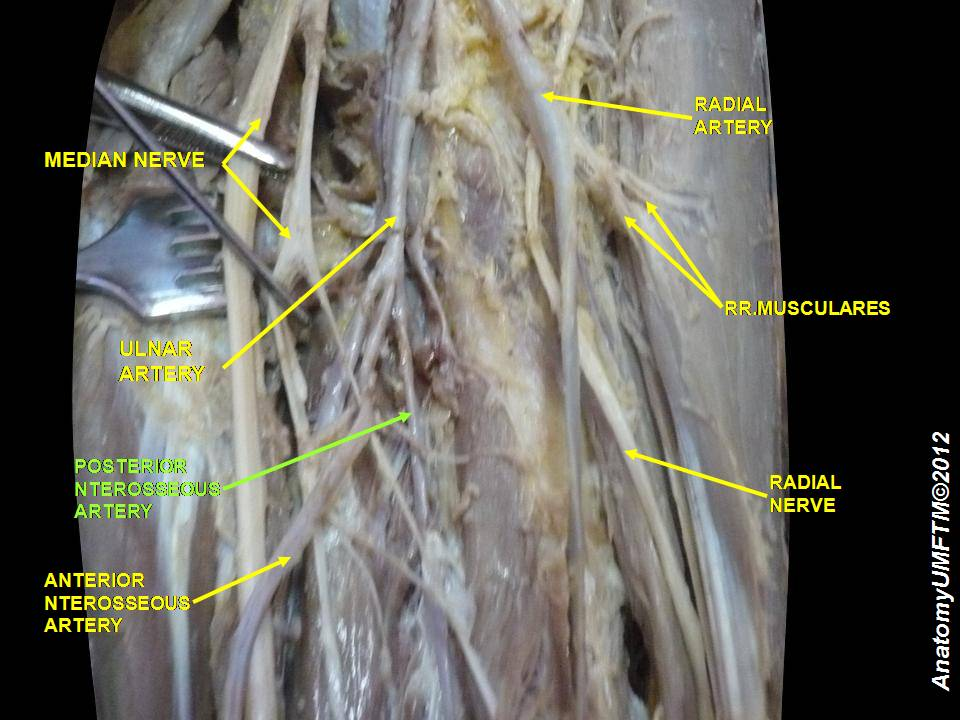
Artera interosoasă posterioară
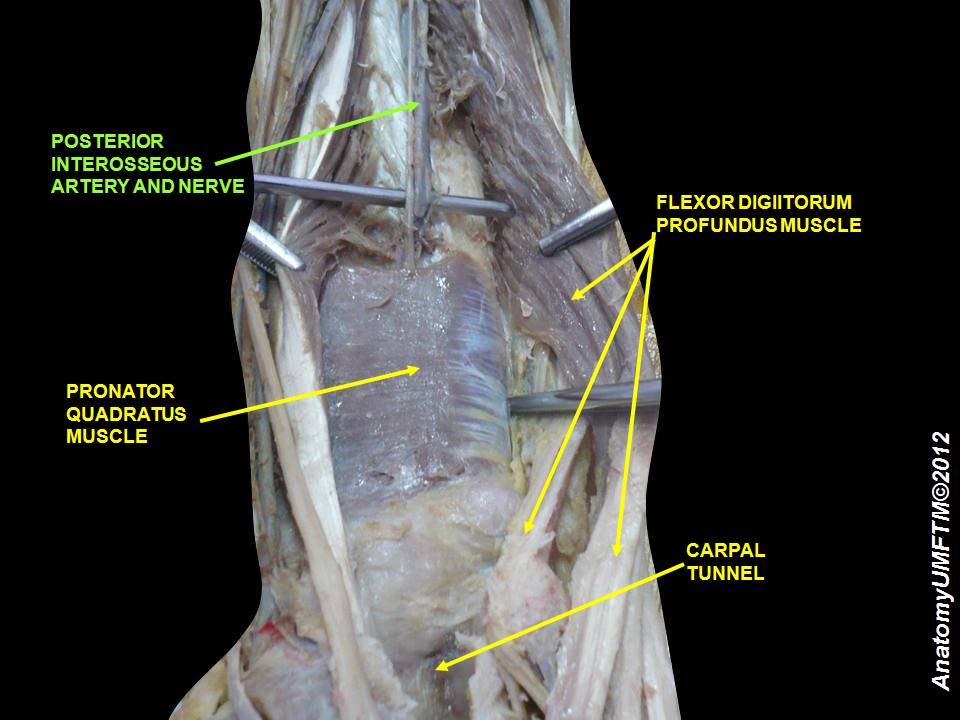
Artera interosoasă posterioară și nervul